# Промисловий регіон Гранді-Терезіна
Гранді-Терезіна (порт. Região Integrada de Desenvolvimento da Grande Teresina) — велика міська агломерація в Бразилії. входить до штату Піауї. Населення становить 1 092 721 чоловік станом на 2007 рік. Займає площу 10.527,051 км². Щільність населення — 103,8 чол./ км².

## Статистика
- Валовий внутрішній продукт на 2005 становить 6.085.541.186 Бразильських реалів (дані: Бразильський інститут географії та статистики).
- Валовий внутрішній продукт на душу населення на 2005 становить 5.520,33 Бразильських реалів (дані: Бразильський інститут географії та статистики).

## Склад агломерації
В агломерацію входять такі муніципалітети:
1. Терезіна
2. Тімон